# Йени Вартиайнен
[[Файл:
|мини|Описание на медийния файл]]
Йени Вартиайнен (родена на 20 март 1983 в Куопио) е финландска изпълнителка, която става известна, след като през 2002 печели реалити състезанието Popstars, заедно с още две момичета. Трите сформират групата Gimmel и издават два албума преди официално да се разделят през октомври 2004. След това Вартиайнен стартира соло кариера.
Април 2007 е издаден първият ѝ сингъл „Tunnoton“ (Вцепенен), а септември същата година излиза и албумът „Ihmisten edessä“ (Пред хора). От него са издадени песните „Ihmisten edessä“, „Toinen“ (Втори), „Mustaa kahvia“ (Черно кафе) и „Malja“ (Печена филийка). Продавайки повече от 33 хиляди копия, албумът достига платинен статус във Финландия. Вторият албум на Вартиайнен „Seili“ (Сейли) е издаден март 2010 и включва синглите „Nettiin“ (В интернет) и „En haluu kuolla tänä yönä“ (Не искам да умра тази вечер).
След почти три години отсъствие от музикалната сцена Вартиайнен издава третия си студиен албум „Terra“, от който в рамките на първите три дни от излизането му се разпродават над 50 хиляди копия във Финландия. Този албум е вдъхновен от двугодишния престой на Вартиайнен на Лофотенските острови.

## Дискография
| Албум |
| --- |
| Ihmisten Edessä - Тип: студиен - Издаден на: 12 септември 2007 - Продажби: над 33 000 (платинен статус) - Сингли: Tunnoton, Ihmisten Edessä, Toinen, Mustaa Kahvia                           |
| Seili - тип: студиен - дигитално издаден на: 31 март 2010 - физически издаден на: 14 април 2010 - Продажби: над 45 000 (двойно платинен статус) - Сингли: En haluu kuolla tänä yönä, Nettiin |
| Terra - тип: студиен - Издаден на: 4 октомври 2013 - Продажби: над 55 000 (тройно платинен статус) - Сингли: Junat ja naiset , Selvästi päihtynyt                                            |